# Late Nite News with Loyiso Gola
Late Nite News with Loyiso Gola (Late Nite News ou LNN) é um late-night talk show exibido semanalmente na África do Sul pelo canal e.tv e eNews Channel Africa. O programa de variedades é apresentado pelos comediantes Loyiso Gola e Kagiso Lediga e lançado em 2010. É uma co-produção entre a rede eNews e a Diprente Productions.

## Formato, elenco e equipe

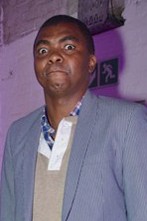
Gola em 2011

Late Nite News é apresentado por Gola, que nasceu na Cidade do Cabo, Township de Gugulethu, em 1983, e dirigido por Kagiso Lediga. que nasceu em Pretória, township de Atteridgeville, em 1978. O programa é produzido por Tamsin Andersson, com David Kibuuka no papel de correspondente estrangeiro, e Chester Missing como comentarista político, um fantoche manipulado pelo ventríloquo Conrad Koch.
O LNN fornece predominantemente comentários bem-humorado por jovens comediantes negros sul-africanos sobre a falta de progresso no país, apesar da luta do anti-apartheid. A equipe se consideram politicamente objectiva, seu lema é "falar a verdade ao poder e fazer o divertimento de todos igualmente". Loyiso Gola disse ao Daily Sun que o show "reflete seus pontos de vista sobre questões atuais".

## Recepção
LNN tem sido comparado ao The Daily Show com Jon Stewart pela mídia local e internacional. Comentando sobre a comparação, o comediante Riaad Moosa diz sobre o desempenho de Gola: "Há uma nova modernidade para a maneira como ele faz isso; Jon Stewart é mais um jornalista cômico, Loyiso é um pouco mais irreverente "." Late Nite News foi nomeado para um Prêmio Emmy Internacional de melhor série de comédia em 2013, e novamente em 2014.

## Premiação
- 2013 – Indicado para o International Emmy Award, Melhor Comédia
- 2014 – Indicado para o International Emmy Award, Melhor Comédia
- 2014 – South African Film and Television Awards – Best Ensemble in a TV Comedy[18]